# Мрежница (река)
Мрежница је река у Карловачкој жупанији, у Републици Хрватској. Дуга је 63 km (39 mi) и њен слив обухвата површину од 64 km2 (25 sq mi).
Мрежница је посебна због великог броја водопада, у укупном броју од 93. Она се пење у Кордун, западно од града Слуњ, и тече на север, паралелно кроз притоке Добра и Корана, кроз Генералски Стол и Дугу Ресу, када се коначно улива се у Корану на југу Карловца.
На Гојачкој хидроелектрани високог притиска притиска диверзије биљака које користе речну снагу Огулинских добра и реке Мрежнице.